# Touming Mengke
Il Touming Mengke (in cinese 透明梦柯冰川S) è uno dei più grandi ghiacciai della Cina.
Lungo 10,1 km e con una superficie di 21,9 km², si trova nella catena del Qilian Shan, nella contea di Subei.
Il New York Times ha presentato il ritirarsi di questo ghiacciaio come un simbolo dei pericoli del riscaldamento globale. Uno studio ha rivelato che il ritiro del Touming Mengke e di altri due ghiacciai del Qilian Shan ha subito un'accelerazione graduale negli anni '90, per poi triplicare la sua velocità negli anni 2000. Nell'ultimo decennio, i ghiacciai sono andati scomparendo a un ritmo più rapido che in qualsiasi momento dal 1960 in poi.